# Warum Bodhi-Dharma in den Orient aufbrach?
Warum Bodhi-Dharma in den Orient aufbrach? ist ein südkoreanischer Spielfilm des Regisseurs Bae Yong-kyun aus dem Jahr 1989.

## Handlung
Der Film über drei Buddhistenmönche, die in einem abgeschiedenen, von Wald umgebenen Kloster in bergigem Terrain leben, wird in moderner Manier in fragmentarischen Rückblenden erzählt. Die drei sind ein alter Meister, ein junger Novize, der die Stadt verlassen hat, um sich auf den Weg der Erleuchtung zu begeben und ein Waisenjunge. Im Laufe des Films kehrt der junge Mönch in die Stadt zurück, sinnbildlich in das weltliche Leben, obgleich sein Meister ihn warnt, und entdeckt dort, was am Anfang des Films noch undeutlich sich zeigte: Seine hilflose Mutter, die er verließ, um sich zu verwirklichen. Wie soll ein Mensch in einem solchen Konflikt die Klarheit der Gedanken erhalten? In der buddhistischen Lehre, wie der Meister sie zitiert, kann ein Mensch erst dann gänzlich vonnutzen sein, wenn er seinen umschweifenden Geist zu zügeln gelernt hat. Die Motivation des Novizen ist von Leidenschaften geprägt, die ihn beherrschen. Es geschieht sodann, was sich längst hat angekündigt: Der ehrwürdige Meister verstirbt. Das Herz des Novizen ist zu voll, die Liebe zu seinem Meister zu groß – er ist einer neuen Anhaftung erlegen, er erkennt nicht, was sein Meister ihn gelehrt: „Es gibt weder Anfang noch Ende.“ So übergibt der Novize dem Waisenjungen die Kleidung des Meisters, die Erinnerung oder eben das, was vom Meister noch übrigbleibt. Es beginnt die Wanderschaft des jungen Mönches. Der Waisenjunge wirft die Kleidung in den Ofen. Er schwört dem Materiellen ab.

## Hintergrund
Die Herstellung des Films dauerte sieben Jahre. Er wurde mit einer einzigen Kamera gefilmt und per Hand geschnitten.

## Kritiken
Der film-dienst urteilte: „Ein Film voller Klarheit und Schönheit, dessen einfache und doch rätselhafte Geschichte in überwältigenden Bildern erzählt wird. Auch wenn sich die spirituelle Botschaft des Films nicht jedem Zuschauer in allen Einzelheiten erschließen wird, bietet der als Meditationsübung angelegte Film doch Gelegenheit, über Seinsprobleme nachzudenken. Er regt an, das Wesen der Dinge hinter ihrer vordergründigen Erscheinung zu ergründen.“

## Auszeichnungen
- 1989: Goldener Leopard und Preis der Ökumenischen Jury bei den Filmfestspielen von Locarno